# Jules Zirnheld
Pour les articles homonymes, voir Zirnheld.
Jules Zirnheld, né le 9 novembre 1876 et mort le 28 décembre 1940 , est un syndicaliste français, l'un des fondateurs de la Confédération française des travailleurs chrétiens qu'il préside ensuite ; il préside aussi la Confédération internationale des syndicats chrétiens.

## Biographie
Henri, Jules Zirnheld, dont le métier d'origine est employé de banque, participe à la Première Guerre mondiale. Syndicaliste chrétien, président du Syndicat des employés du commerce et de l'industrie fondé en 1887, il participe en 1919 au premier congrès de la CFTC dont il est le premier président, tandis que Gaston Tessier est le premier secrétaire général.
Il est ensuite président de la Confédération internationale des syndicats chrétiens (CISC).
Dès juillet 1940, il s'oppose aux décisions du maréchal Pétain et affirme l'intangibilité de la liberté syndicale. Il est en novembre 1940 un des signataires du Manifeste des douze qui condamne l'antisémitisme et pose les principes du syndicalisme français en opposition avec le régime de Vichy. Il meurt quelques semaines plus tard.
Il avait été nommé par le Pape grand-croix de Saint-Sylvestre et commandeur de Saint-Grégoire-le-Grand.
Jules Zirnheld était l'oncle d'André Zirnheld.

## Ouvrage
- Jules Zirnheld, Cinquante années de syndicalisme chrétien, éditions SPES, Paris, 1937.